# Bussière-Badil
Bussière-Badil (okcitansko Bussiera Badiu) je naselje in občina v francoskem departmaju Dordogne regije Akvitanije. Leta 2008 je naselje imelo 483 prebivalcev.

## Geografija
Kraj leži v pokrajini Périgord znotraj naravnega regijskega parka Périgord Limousin ob reki Tardoire in njenem levem pritoku Trieux, 60 km severno od Périgueuxa.

## Uprava
Bussière-Badil je sedež istoimenskega kantona, v katerega so poleg njegove, vključene še občine Busserolles, Champniers-et-Reilhac, Étouars, Piégut-Pluviers, Saint-Barthélemy-de-Bussière, Soudat in Varaignes s 3.637 prebivalci.
Kanton Bussière-Badil je sestavni del okrožja Nontron.

## Zanimivosti
- romanska cerkev Marijinega Rojstva iz 12. stoletja;